# Linkin Park Underground 6.0
Linkin Park Underground 6.0 is een ep, die midden december 2006 uitgebracht is door Linkin Park. De cd is een onderdeel van een pakket aan artikelen dat de leden van de Linkin Park Underground krijgen na vernieuwing van de jaarlijkse termijn. Het is de zesde editie van de Underground.
Het album lekte al snel na de aankondiging. De cd bevat zes nummers waaronder twee nieuwe nummers uit het opnameproces van Minutes to Midnight die dat album niet haalden, en vier live-uitvoeringen die tijdens het Summer Sonic Festival in Japan zijn opgenomen.
Het eerste nummer is het semi-instrumentaal rocknummer Announcement Service Public. In het nummer zijn Chester Benningtons vocalen "You Should Brush Your Teeth And You Should Wash Your Hands" achterstevoren gespeeld. Het tweede nieuwe studionummer is QWERTY, een nummer waarvan de teksten door Bennington en Mike Shinoda in het vliegtuig op weg naar Japan zijn geschreven, waar zij het nummer voor het eerst speelden. Het album bevat ook deze liveversie, die op 13 augustus in de Chiba Marine Stadium in Chiba City is opgenomen. Een foutje van Shinoda werd vervangen door een clip uit de live-uitvoering van de dag ervoor in Osaka te gebruiken. De teksten van de studioversie en de liveversie zijn identiek, de muziek vertoont echter wel verschillen. De studioversie heeft een sneller tempo en heeft één pre-chorus minder.
De originele versie van Pushing Me Away staat op Hybrid Theory uit 2000. De uitvoering in Japan was anders dan zowel de oorspronkelijke versie als de geremixte versie die op Reanimation uit 2002 staat. Het nummer werd in Japan in een piano-akoestische versie uitgevoerd. Ook Breaking the Habit, dat op Meteora uit 2003 staat, werd aangepast. Naast de piano-intro die vanaf 2004 werd gespeeld, had het nummer ook een piano-outro, waarin het refrein opnieuw werd gezongen. Reading My Eyes is een nummer dat werd opgenomen in de periode dat Linkin Park nog Xero heette en Mark Wakefield leadzanger was. Sindsdien speelde Linkin Park het nummer niet meer, tot het Summer Sonic Festival. In 2008 speelde de band het nummer enkele malen tijdens de Europese tour.

## Tracklist
Alle muziek en teksten zijn geschreven door Linkin Park, behalve nummer 6 (Bourdon, Delson, Farrell, Hahn, Shinoda en Wakefield). 
| Nr. | Titel                                  | Duur  |
| --- | -------------------------------------- | ----- |
| 1.  | Announcement Service Public            | 02:22 |
| 2.  | QWERTY (studio demo version)           | 03:21 |
| 3.  | QWERTY (live)                          | 03:54 |
| 4.  | Pushing Me Away (live) (piano version) | 03:30 |
| 5.  | Breaking the Habit (live)              | 05:20 |
| 6.  | Reading My Eyes (live)                 | 03:17 |

## Band
| Lid                    | Functie                                          |
| ---------------------- | ------------------------------------------------ |
| Chester Bennington     | Leadzanger (2-6)                                 |
| Rob Bourdon            | Drums (1-3, 5, 6)                                |
| Brad Delson            | Gitaar (1-3, 5, 6)                               |
| Dave "Phoenix" Farrell | Bassist (1-3, 5, 6)                              |
| Joseph Hahn            | Dj, scratching, sampling (1-3, 5, 6)             |
| Mike Shinoda           | MC (2, 3, 6), keyboard (1, 4, 5), slaggitaar (1) |